# Prix Hugh-MacLennan
Le prix Hugh-MacLennan (en anglais The Paragraphe Hugh MacLennan Prize for Fiction) est un prix littéraire québécois, créé en 1988 par la Quebec Writers' Federation pour encourager et promouvoir la littérature de langue anglaise au Québec. 
Il récompense un roman ou un recueil de nouvelles publié la même année.
Le prix est commandité par la librairie Paragraphe depuis 2006. 

## Historique
1988 - 1990 : Fiction prize
1991 - 2005 : Hugh MacLennan Prize for Fiction
2006 - présent : The Paragraphe Hugh MacLennan Prize for Fiction

## Lauréats
1988 - Hugh Hood, Motor Boys in Ottawa
1989 - Kenneth Radu, Distant Relations
1990 - Mordecai Richler, Solomon Gursky Was Here
1991 - Kenneth Radu, A Private Performance
1992 - Ray Smith, A Night at the Opera
1993 - Peter Scott Lawrence, Missing Fred Astaire
1994 - Ann Diamond, Evil Eye
1995 - George Szanto, Friends & Marriages
1996 - Trevor Ferguson, The Timekeeper
1997 - Charles Foran, Butterfly Lovers
1998 - Mordecai Richler, Barney’s Version
1999 - Elyse Gasco, Can You Wave Bye Bye, Baby?
2000 - Julie Keith, The Devil Out There
2001 - Yann Martel, Life of Pi
2002 - Neil Bissoondath, Doing the Heart Good
2003 - David Homel, The Speaking Cure
2004 - Edeet Ravel, Look for Me
2005 - Neil Bissoondath, The Unyielding Clamour of the Night
2006 - Rawi Hage, De Niro’s Game
2007 - Heather O'Neill, Lullabies for Little Criminals
2008 - Rawi Hage, Cockroach
2009 - Colin McAdam, Fall
2010 - Miguel Syjuco, Illustrado
2011 - Dimitri Nasrallah, Niko
2012 - Rawi Hage, Carnival
2013 - Saleema Nawaz, Bone and Bread
2014 - Sean Michaels, Us Conductors
2015 - Neil Smith, Boo
2016 - Liam Durcan, The Measure of Darkness
2017 - Heather O'Neill, The Lonely Hearts Hotel
2018 - Eliza Robertson, Demi-Gods
2019 - David Homel, The Teardown
2020 - Kaie Kellough, Dominoes at the Crossroads
2021 - Mikhail Iossel, Love Like Water, Love Like Fire
2022 - Baharan Baniahmadi, Prophetess
2023 - Ann-Marie MacDonald, Fayne
2024 - Sabrina Reeves, Little Crosses